# Nguyễn Phúc Miên Triện
Nguyễn Phúc Miên Triện (chữ Hán: 阮福綿𡩀; 19 tháng 7 năm 1833 – 7 tháng 5 năm 1905), biểu tự Quân Công (君公), hiệu Ước Đình (約亭), tước phong Hoằng Hóa Quận vương (弘化郡王), là một hoàng tử con vua Minh Mạng nhà Nguyễn trong lịch sử Việt Nam.
Hoàng thân Miên Triện nổi tiếng về văn thơ, và là một thành viên của hội Mạc Vân thi xã do hai người anh của ông là Tuy Lý vương Miên Trinh và Tùng Thiện vương Miên Thẩm.

## Tiểu sử
Hoàng tử Miên Triện sinh ngày 3 tháng 6 (âm lịch) năm Quý Tị (1833), là con trai thứ 66 của vua Minh Mạng, mẹ là Cửu giai Tài nhân Trần Thị Thanh. Miên Triện là người con duy nhất của bà Tài nhân. Thuở còn làm hoàng tử, ông là người có học hạnh.
Năm Minh Mạng thứ 21 (1840), vua cho đúc các con thú bằng vàng để ban thưởng cho các hoàng thân anh em, các hoàng tử công và hoàng tử chưa được phong tước. Hoàng tử Miên Triện được ban cho một con kỳ lân bằng vàng nặng 3 lạng 3 đồng cân.
Năm Tự Đức thứ 3 (1850), tháng giêng, Miên Triện được sách phong làm Triệu Phong Quận công (肇豐郡公), được xuất cung và lập phủ riêng. Ông có hai bà Phủ thiếp: bà chánh thất sinh công nữ Úy Đào, còn bà thứ thất sinh công nữ Đồng Canh (sau này là Đạm Phương nữ sử).
Năm thứ 30 (1877), tháng 3 (âm lịch), vua cho sát hạch các hoàng thân và hoàng đệ tất cả 9 người, trong đó có quận công Miên Triện. Vua dụ rằng, cả 9 quyển thi đều chưa được thông ý cho lắm, nhưng muốn tìm người giỏi trong đám kém, chỉ có quận công Miên Triện văn lý hơn cả. Miên Triện được thưởng cho các hạng đồng tiền ngũ phúc, tứ mỹ, tam thọ, nhị thắng, nhất đức mỗi thứ 1 đồng, tuy chưa xứng nhưng cũng không tiếc thưởng hậu để khuyến khích.
Năm thứ 31 (1878), nhân tiết Ngũ tuần đại khánh của vua Tự Đức (mừng vua thọ 50 tuổi), ông được gia phong làm Quỳnh Quốc công (瓊國公). Năm thứ 36 (1883), vua Hiệp Hòa mới đăng cơ tấn phong cho ông làm Hoằng Hóa công (弘化公).
Tháng 10 (âm lịch) năm đó, vua Hiệp Hòa bị hai quyền thần Tôn Thất Thuyết và Nguyễn Văn Tường phế bỏ và bức tử. Các hoàng thân là Miên Trinh, Miên Tằng và Miên Triện can gián vào việc phế lập ngôi vua, sợ bị liên lụy nên mới dẫn gia quyến đến cửa Thuận An nương nhờ người Pháp, nhưng sau đó bị giao trả về Nam triều. Miên Triện bị giáng làm Hương công (鄉公), hai anh của ông cũng bị giáng vị, tất cả đều bị giam tại phủ đệ. Sau đó, Miên Triện bị đưa đi an trí ở Phú Yên, Miên Trinh ở Quảng Ngãi và Miên Tằng ở Bình Định.
Năm 1885, theo ý chỉ của Thái hậu Từ Dụ, cả ba ông được tha bổng, cho phép về kinh trú ngụ. Năm Đồng Khánh thứ nhất (1885), ông được phục tước Quận công, các hoàng thân khác cũng được khai phục chức vị. Chán sự đời, quận công Miên Triện chuyển lên ở phía nam núi Dẫn Khiêm, dựng nhà có tên là Học bạn tinh xá.
Năm Thành Thái thứ nhất (1889), tháng giêng, vua cho quận công Miên Triện được khai phục tước Quốc công như trước. Tháng 4 (âm lịch), vua ban cho ông 3000 quan tiền để dựng phủ đệ.
Cũng trong tháng đó, quốc công Miên Triện được sung làm Chánh sứ cùng với Thượng thư bộ Lễ Vũ Văn Báo làm Phó sứ, Thị lang bộ Lễ Nguyễn Trừng làm Bồi sứ, cùng Tham tán Nguyễn Thoại, Thông dịch Nguyễn Hữu Mẫn và đoàn tùy hành đi sứ sang Pháp để tỏ sự hòa hiếu bang giao. Hơn một thế kỷ kể từ khi vua Gia Long gửi thái tử Nguyễn Phúc Cảnh sang Pháp cầu viện, đây là lần đầu tiên mà một hoàng thân chính thức được triều đình cửa sang Pháp để củng cố mối quan hệ bang giao. Miên Triện đã được họa sĩ André Robert vẽ lại chân dung, và bức tranh đó được thờ tại phủ của ông trên đường Tô Hiến Thành (Huế).
Thành Thái năm thứ 7 (1895), tháng 5 nhuận (âm lịch), ông được khai phục tước vị Hoằng Hóa công.
Thành Thái năm thứ 17 (1905), ngày 4 tháng 4 (âm lịch), thân công Miên Triện mất, thọ 73 tuổi. Vua nghĩ công lao vất vả của ông, truy tặng cho ông làm Hoằng Hóa Quận vương (弘化郡王), ban cho 300 đồng lo việc an táng. Mộ của ông được táng tại Dương Xuân (Hương Thủy, Thừa Thiên - Huế).
Quận vương Miên Triện được ban cho bộ chữ Hán (厂) để đặt tên cho các con cháu trong phòng, nhưng ông lại không có con trai, chỉ có hai người con gái. Ông nhận công tử Hồng Du (con trai thứ 42 của Thọ Xuân vương Miên Định) làm con nuôi, sau đổi tên thành Hồng Hậu theo bộ chữ phòng ông.